# Bunk Johnson

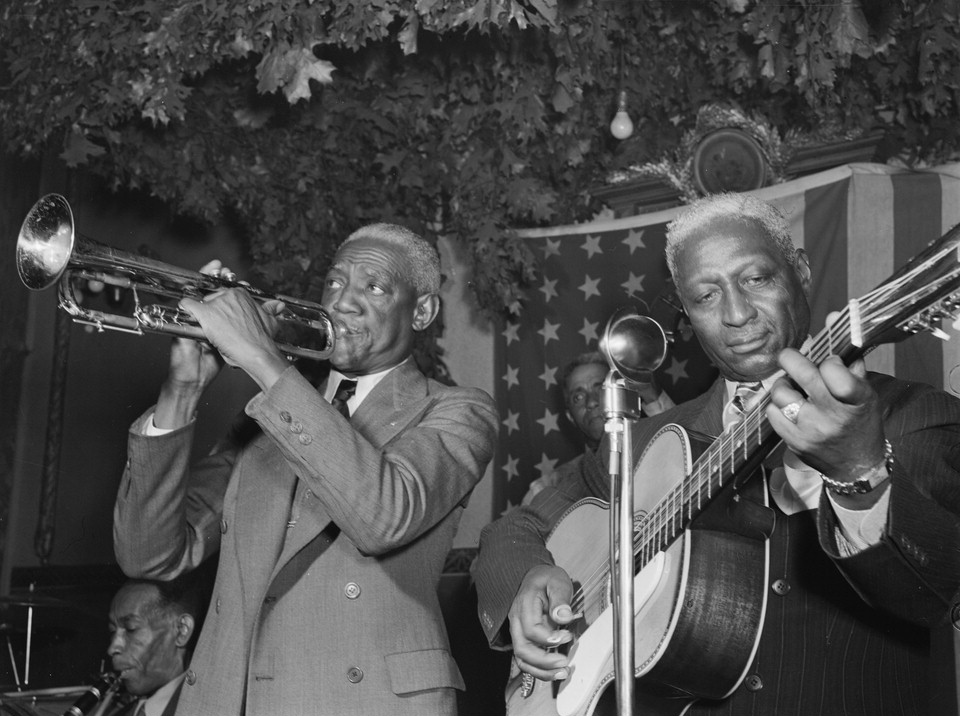
Bunk Johnson, jazzmeni: George Lewis, Alcide Pavageau i bluesman Leadbelly

Bunk Johnson, właśc. William Geary Johnson (ur. 27 grudnia 1879 w Nowym Orleanie, zm. 7 lipca 1949 w New Iberia w Luizjanie) – amerykański kornecista, trębacz i tradycyjny muzyk jazzowy.

## Życiorys
Jego historia nie jest dokładnie znana, wiadomo, że słuchał go Louis Armstrong, wspominając swoje dzieciństwo, powiedział: "Cóż, był Buddy Bolden, King Oliver, Buddie Petit i był też stary Bunk Johnson. Potrafił naprawdę dobrze grać".
Jego karierą w 1939 roku zainteresowali się jazzmani Frederick Ramsey i William Russell, pragnąc dotrzeć do korzeni jazzu. Wiedzieli o nim od Louisa Armstronga, pamiętającego jeszcze czasy dixielandu i początku mody na jazz. Armstrong, spytany przez nich o muzyków, których słuchał odpowiedział przytoczonymi przed chwilą słowami. Z wymienionych przez niego jazzmanów żył jedynie Bunk, ale słuch o nim zaginął. Ramsey i Russell napisali więc do niego list, na który odpowiedział, że jest bez pieniędzy, a muzykę rzucił lata temu. Fred i William zakupili mu więc nowy instrument i przysłali pieniądze. Spowodowało to, że Johnson wrócił do grania i tworzył aż do swojej śmierci w 1949.
W 1942 wraz z zespołem sprowadzonym mu przez Ramseya i Russella dokonał pierwszych swoich nagrań w Nowym Orleanie, w pokoju mieszczącym się w tym samym budynku, co jeden ze sklepów muzycznych.
Mimo niskiej jakości nagrań powrót Bunka Johnsona wywołał zainteresowanie w światku muzycznym, dzięki czemu zyskał on z powrotem popularność, a zarazem przypomniał o korzeniach jazzu.